# Xavier Amorós Solà
Xavier Amorós Solà (Reus, 7 de abril de 1923 - Reus, 18 de julio de 2022) fue un poeta y escritor español. Su poesía está ligada a la corriente realista de los años cincuenta y se basa en un lenguaje sencillo, coloquial, en un tiempo presente, cercano al momento en que se escribe. Su prosa utiliza los recuerdos y la memoria.

## Biografía
Nacido en Reus, hijo de un comerciante, durante la guerra se refugió en el pueblo de Pradell para evitar los bombardeos. Desde muy joven fue un gran lector. Leyó el teatro de  Guimerà, Ignasi Iglesias y Pitarra; o la poesía de Maragall, Josep Carner, Sagarra. Le entusiasmó Mercè Rodoreda con la recientemente publicada Aloma. Fue amigo de Joan Ferraté y de su hermano Gabriel; se casó con Luisa Corbella y tuvo tres hijos.

### Actividad literaria
En 1940 empezó a escribir poesía. Desde el Centro de Lectura de Reus conoce a las figuras capitales de la cultura catalana: Carles Riba, Tomàs Garcés, Josep M. López Picó, Francesc de B. Moll, Joan Triadú, Maria Aurèlia Capmany, entre otros. Hacia 1956 empieza a participar en concursos literarios. En 1961 publica Añoro la tierra, con influencias de  Ungaretti y Espriu, donde hace referencia al Pradell de su padre, en busca de los orígenes, del sentido, abandona la etapa simbolista y entra en el  realismo. En 1962 publica Guardadme la palabra, y en 1964 gana el premio Carles Riba con la compilación Qui enganya, para, publicado en Barcelona en 1968, dos libros con un lenguaje preciso, sin retórica, con un lenguaje paremiológico: "guardadme la palabra" es expresión de comerciantes o marchantes y "quien engaña para" de juegos infantiles. Después dejó de escribir poesía pero se publicaron compilaciones, una antología, Poemas 1959-1964 en 1982, con prólogo de Joaquim Molas, que fue galardonada con el premio de Literatura Catalana (Poesía), de la Generalidad de Cataluña y el publicado por su hijo, Poemas inéditos de Xavier Amorós.

### Actividad cultural y política
Organiza la reanudación del teatro catalán a Reus con el Teatro de Cámara del Centro de Lectura (1956-1957). Del 1972 al 1975 dirige la Revista del Centro de Lectura de Reus, colabora con el semanario Mestral, el 1976 es uno de los fundadores de la Unión de Tenderos de Reus. Estudia Magisterio y ejerce de profesor de  literatura catalana al Instituto de Ciencias de la Educación de la Universitat de Barcelona en Tarragona (1980-1986). Comprometido políticamente participa en la clandestinidad en la Comisión Democrática del Bajo Campo, (1967-1970). Formó parte de la candidatura al Senado Per la Entesa de Josep Benet en las elecciones de 1979. Después se lo propuso como uno de los tres senadores por el PSC-PSOE a la provincia de Tarragona siendo elegido en las elecciones generales de 1986 y reelegido a las Elecciones generales de 1989, hasta que se jubiló en 1993.
A mediados de los años ochenta reinició su actividad y publicó No hay fiesta que valga, (1984), y La Aguja en un pajar (1985), donde empieza su ciclo memorialístico. También publicó semanalmente artículos en Reus Diario. Después publicó Tiendas de mar: 1987-1989 (1993), selección de artículos, El camino de los Muertos (1996), Historias de la plaza de Prim (1997), Tumbo de arrabales (1998), y los libros de memorias Tiempos extraños. Libro primero (2000) Tiempos extraños. Libro segundo (2001) y Tiempos extraños libro tercero (2004), que constituyen un retablo de la vida cultural, política y cotidiana del Reus contemporáneo. El título de estos tres libros de memorias recupera el de un poema suyo, "Tiempos Extraños" donde dice:

Però només vull parlar del que jo he vist

o del que he sentit contar

tot just passat

En 1998 recibió el Memorial Gabriel Xammar. En 2004 fue galardonado con la Cruz de Sant Jordi. Ese mismo año de 2004 fue investido doctor honoris causa por la Universidad Rovira i Virgili.

## Obra

### Poesía

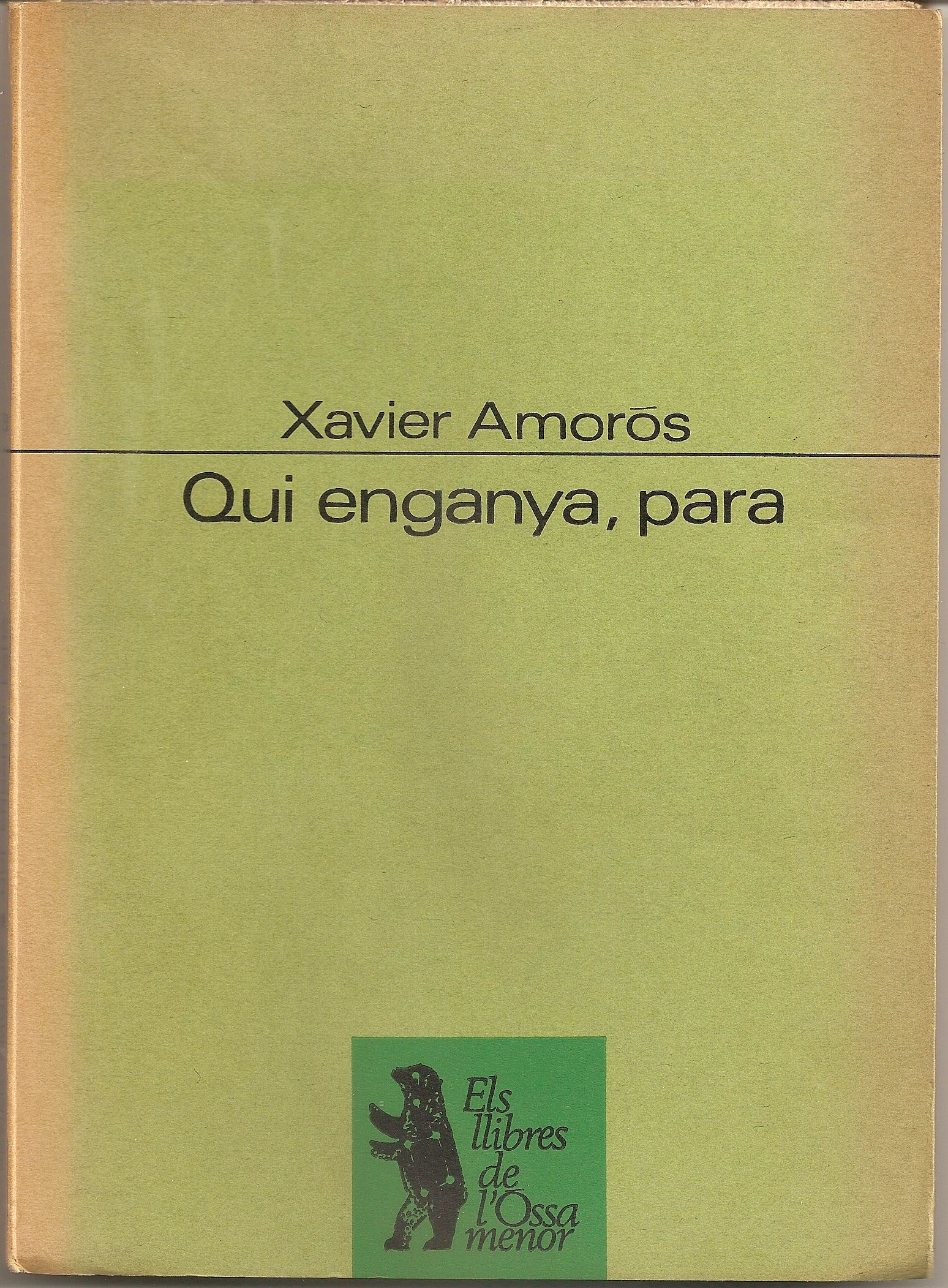
Portada del libro Qui enganya, para

- Enyoro la terra. Reus: Gráficas Diana, 1961. Publicat a Antologia de la poesia reusenca 1960
- Guardeu-me la paraula. Barcelona: Joaquim Horta, 1962
- Qui enganya, para. Barcelona: Proa, 1968. Premi Carles Riba 1964
- Darrers versos. Tarragona: Èpsilon, 1978
- Poemes 1959-1964. Barcelona: Edicions 62, 1982. Premi Literatura catalana - poesia de la Generalitat de Catalunya 1983. ISBN 8429719342
- Poemes inèdits de Xavier Amorós: 1940-1959. Tria i estudi de Xavier Amorós Corbella. Tarragona: Arola, 2000. ISBN 8495134322
- Enyoro la terra. Reus: Papers de la Font del Lleó, 2006. ISBN 9788469072448
- Enyoro la terra: el Pradell de sempre. Edició a cura d'Elena de la Cruz Vergari. Santa Coloma de Queralt: Obrador Edèndum: URV, 2013. ISBN 9788493916954

### Compilaciones de artículos
- No hi ha festa que valgui. Reus: Centre de Lectura, 1984
- Les columnes de Reus Diari. Amb Andreu Sotorra i Jordi Gebellí. Reus: Reus Diari, 1987
- Cafè París: notes d'un arxiu inexistent. Reus: l'autor, 1989
- Botigues de mar: 1987-1989. Reus: Centre de Lectura, 1993. ISBN 8487873073
- De Reus estant. Reus: Galatea, 1995. ISBN 8460526224
- Històries de la Plaça de Prim. Barcelona: Empúries, 1998. ISBN 847596527X
- Tomb de ravals. Barcelona: Empúries, 1998. ISBN 8475965784

### Estudios históricos y literarios
- Història gràfica del Reus contemporani. Amb Pere Anguera i Albert Arnavat. Reus: l'Ajuntament, 1986-1987. ISBN 8439870027
- L'Institut de Puericultura Dr. Frías "La gota de llet": Reus (1919-1944). Amb Albert Arnavat i Montserrat Pagès. Reus: l'Ajuntament, 1995. ISBN 8460522423
- El Noucentisme a Reus: ideologia i literatura. Amb Josep Murgades, Magí Sunyer, i altres. Reus: Centre de Lectura, 2002

### Memorias
- L'Agulla en un paller. Barcelona: Pòrtic, 1985 (reimpressió 1986). ISBN 8473062434
- El Camí dels Morts. Barcelona: Empúries, 1996. ISBN 8475964907
- Temps estranys: clarobscurs de la llarga postguerra reusenca: 1. Llibre primer, 1941-1950. 2. Llibre segon, 1951-1960. 3. Llibre tercer, 1961-1975. Reus: Associació d'Estudis Reusencs, 2000-2004. ISBN 8493050741 (o.c.)
- Plou però plou poc: dels darrers anys de la dictadura franquista a Reus. Reus: Centre de Lectura, 2007. ISBN 9788487873706

### Teatro
- Història sentimental. Barcelona: Columna, 1993. Premi Santiago Rusiñol als Jocs Florals de la Llengua Catalana (Mendoza, Argentina, 1958). ISBN 8478094482

## Legado
El Ayuntamiento de Reus le editó la obra completa, en cuatro volúmenes, al cuidado de Rosa Cabré. Su hija, Maria Lluïsa Amorós, ha seguido el camino de su padre y ha publicado varios libros. Ejerce de profesora al Instituto Gaudí, de Reus. Su hijo, Xavier Amorós Corbella, es abogado, y ha publicado varios libros de poemas.
El Ayuntamiento de Reus lo declaró hijo ilustre. El 14 de mayo de 2003 el pleno del Ayuntamiento de Reus acuerda por unanimidad poner el nombre de Xavier Amorós a la Biblioteca Central de Reus, situada al antiguo matadero. Su fondo personal está depositado al Archivo Municipal de Reus. La familia cedió en el Ayuntamiento de Reos una colección de fotografías de Amorós que se editó con el nombre de Álbum Xavier Amorós. Al cuidado de Rosa Labrador. Reos: Pragma, 2003. ISBN 8493338516